# 満福寺 (深谷市)
満福寺（まんぷくじ）は、埼玉県深谷市にある真言宗豊山派の寺院。

## 歴史
鳥羽天皇の御代（1107年 - 1123年）、弘誓房深海によって開山された。その後、寿永年間（1182年 - 1184年）に畠山重忠によって中興され、菩提寺となった。
現本堂の本尊は不動明王であるが、江戸時代後期の地誌『新編武蔵風土記稿』では観音堂にある千手観音像が本尊としている。像高は六尺三寸あり、重忠の守仏（等身大）と伝えられている。
大正初期まで、当寺には重忠の鎧兜など、重忠ゆかりの品々があったといわれている。しかしその後、無住（住職不在）の時期があり、昭和初期時点では既にこれらの品々は行方不明になったという。
また観音堂の裏には、重忠廟の牌のほか、彰義隊士の水橋右京之亮の墓もある。

## 文化財
- 満福寺・須弥壇（深谷市指定有形文化財 昭和36年11月3日指定）[3]
- 満福寺・宮殿（深谷市指定有形文化財 昭和36年11月3日指定）[3]
- 木像不動明王立像（深谷市指定有形文化財 昭和36年11月3日指定）[4]
- 板石塔婆（深谷市指定有形文化財 昭和37年12月25日指定）[5]
- 御朱印状（深谷市指定有形文化財 昭和39年8月31日指定）[6]
- 大般若経（深谷市指定有形文化財 昭和39年8月31日指定）[6]
- 木像愛染明王座像（深谷市指定有形文化財 昭和53年8月30日指定）[4]

## 交通アクセス
- 秩父鉄道 永田駅より徒歩19分